# ハビタブルゾーン

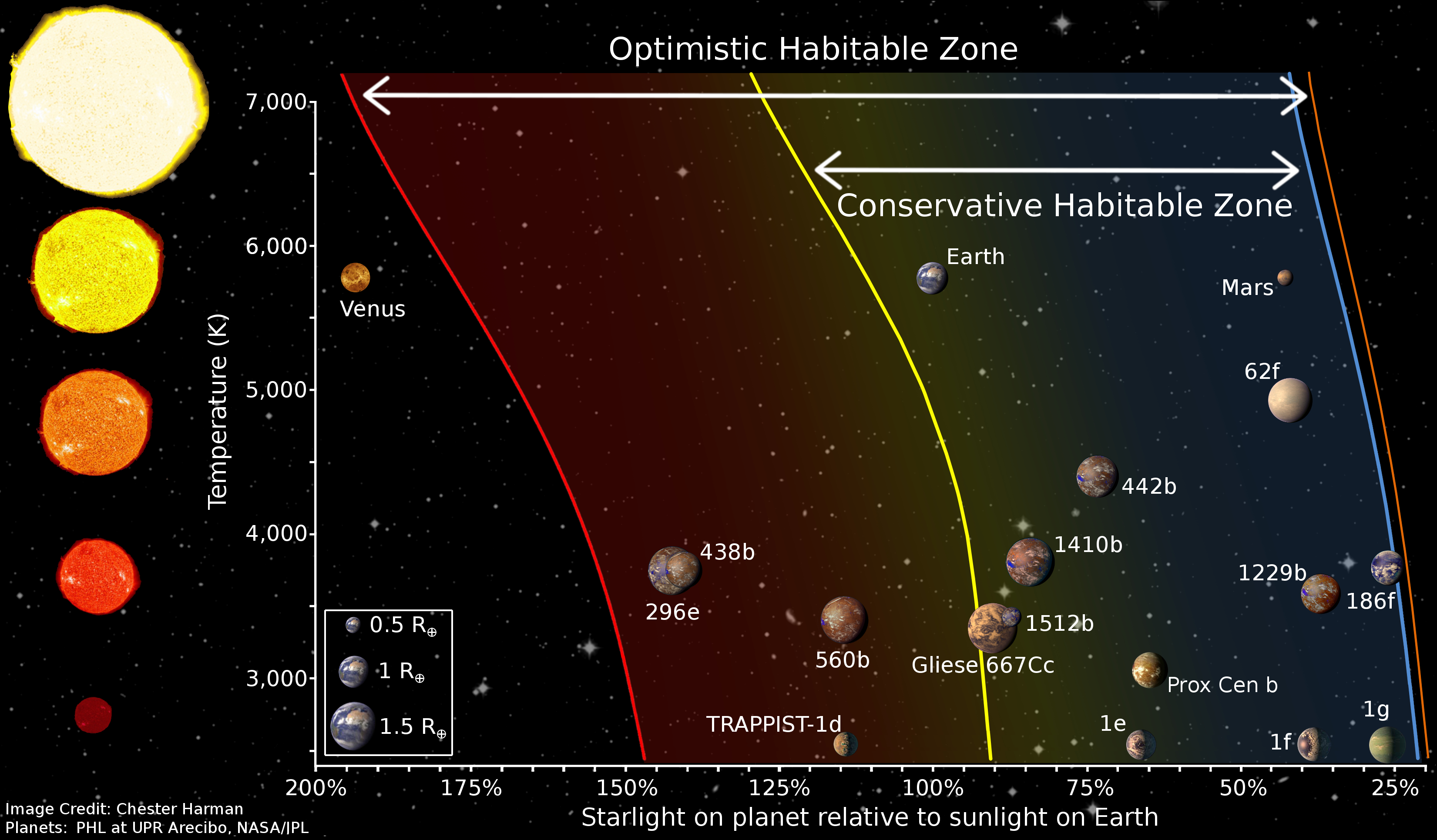
恒星周辺のハビタブルゾーンの境界と、恒星の種類に応じてそれがどのように変化するかを示した図。この図には太陽系の惑星（金星・地球・火星）とTRAPPIST-1d、ケプラー186f、そして地球に最も近い太陽系外惑星であるプロキシマ・ケンタウリbなどの特に意義深い太陽系外惑星が含まれている。

ハビタブルゾーン（英語: Habitable zone、HZ）とは、地球と似た生命が存在できる天文学上の領域。日本語では生命居住可能領域や生存可能圏、生存可能領域と呼ばれる。

## 概要
一般的にハビタブルゾーンという言葉は惑星系のハビタブルゾーン（英語: Circumstellar habitable zone、CHZ）を指すことが多く、恒星の周辺において十分な大気圧がある環境下で惑星の表面に液体の水が存在できる範囲を指す。惑星系のハビタブルゾーンの範囲は、太陽系内における地球の位置と太陽から受ける放射エネルギー量に基づいている。
ハビタブルゾーンはゴルディロックスゾーン（英語: Goldilocks zone、GZ）とも呼ばれる。「ゴルディロックス」は童話の3びきのくまに登場する、暑さや寒さなど極端なものを無視し、その中間にある物事を選ぶ女の子の名前である。ゴルディロックスゾーンはハビタブルゾーンとほぼ同じような形態をとるが、ハビタブルゾーンの中でも生命体の存在だけでなく、進化が起きるのにも適した領域を指すこともある。
ハビタブルゾーンの概念が初めて発表された1953年以来、多くの恒星がハビタブルゾーン内に惑星を持っていることが確認されていて、中にはハビタブルゾーン内を複数の惑星が公転している惑星系も含まれる。そのような惑星の多くは発見するのが容易なスーパー・アースや巨大ガス惑星といった地球よりも大きな惑星である。2013年11月4日、天文学者らは太陽系外惑星探査望遠鏡ケプラーのデータに基づいて、銀河系に存在する太陽に似た恒星や赤色矮星のハビタブルゾーン内を公転する地球規模の惑星は400億個存在することを報告した。これらのうち110億個は太陽のような恒星を公転しているかもしれない。地球からケンタウルス座の方向に約4.2光年（約1.3パーセク）離れた位置にある太陽系外惑星プロキシマ・ケンタウリbは、既知の太陽系外惑星では最も地球に近く、主星プロキシマ・ケンタウリのハビタブルゾーン内を公転している。ハビタブルゾーンではまた、惑星を上回る数の惑星規模の衛星が存在する可能性があり、衛星の居住可能性の分野にとって特に興味深いものにもなっている。
ハビタブルゾーンの概念はこの数十年間に渡って、生命体の存在に対する主要な基準としては疑問が呈され続けられており、そのため今もさらなる理論の発展を続けている。地球外に液体の水が存在する証拠が発見されて以来、そのうちのかなりの量が現在、恒星周辺のハビタブルゾーンの外部に存在していると考えられている。太陽系のリソスフェアやアセノスフェア内に大量の水が存在することが知られているのを考えると、地球に存在するのと同じような、恒星からの放射エネルギーを必要としない地下生物圏の概念が宇宙生物学に一般的に受け入れられている。潮汐加熱や放射性崩壊などの他のエネルギー源によって維持されたり、大気以外の理由で気圧が加圧されたりすれば、自由浮遊惑星や太陽系外衛星であっても液体の水が存在する可能性がある。液体の水は束一的性質が異なるため、例えば地球上の海水中に含まれる塩化ナトリウム、火星の赤道上の塩化物や硫酸塩、そしてアンモニアの溶液としてより広範囲の圧力下と温度下で存在できる。また代わりの生化学に基づいて、仮想上の生命体にとって有利な、水以外の溶媒が液体の形態で存在し得る広義的なハビタブルゾーンも提案されている。

## 歴史
液体の水の存在を可能にさせる恒星からの範囲の見積もりについてはアイザック・ニュートンの著書である『自然哲学の数学的諸原理』（第3巻、Section 1、corol. 4）にも見られる。ハビタブルゾーンという概念はドイツの物理学者フーベルトゥス・シュトルクホルトによって1953年に初めて示され、彼は著書『The Green and the Red Planet: A Physiological Study of the Possibility of Life on Mars』内でエコスフィア（英語: Ecosphere）という単語を作り出し、生命体が出現する可能性がある様々な「ゾーン」について言及している。同年にアメリカの天文学者ハーロー・シャプレーは「Liquid water belt」と呼ばれる理論を提唱し、これは同じ理論を科学的にさらに詳しく述べたものである。このどちらの研究も生命体にとっての液体の水の重要性を強調することになった。中国出身のアメリカの天体物理学者の黄授書は1959年に、液体の水が十分に大きな天体上に存在する可能性がある恒星の周りの領域を指す「Habitable zone」という用語を、惑星の居住性と地球外生命体の文脈内において初めて導入した。初期のハビタブルゾーン理論の主要な寄稿者である黄授書は1960年に、多重連星系内においての恒星のハビタブルゾーンそして地球外生命体の存在は、その不安定な重力の影響により珍しいものになるであろうと主張している。
ハビタブルゾーンの理論は1964年にスティーヴン・H・ドールによって彼の著書『Habitable Planets for Man』でさらに発展することになった。著書の中で彼はハビタブルゾーンの概念と同様に惑星の居住可能性などの
他の様々な決定要因について論じ、最終的に銀河系内に存在するハビタブルゾーンの中に位置する惑星の数は約6億個にのぼると推定している。同時に、空想科学小説家のアイザック・アシモフは宇宙移民に関する彼の様々な研究を通じて、ハビタブルゾーンという概念を世間に広めた。「ゴルディロックスゾーン」という用語は1970年代に登場し、特に液体の水が存在するのに「ちょうど良い」温度になっている恒星の周りの領域を指している。1993年に天文学者ジェームズ・カスティングは、現在主にハビタブルゾーンとして知られている領域をより正確に表すために「惑星系のハビタブルゾーン（Circumstellr habitable zone）」という用語を導入した。太陽系外惑星のハビタブルゾーンの詳細なモデルを初めて公表したのは、カスティングが初めてであった。
2000年、古生物学者ピーター・ウォードと天文学者ドナルド・E・ブラウンリーが銀河系のハビタブルゾーンの理論を示したことによりハビタブルゾーンの理論が更新され、後に彼らはこの理論を天文学者のギレルモ・ゴンザレスと共に発展させることになる。銀河系内で最も生命体が出現する可能性が最も高い領域と定義されている銀河系のハビタブルゾーンは重元素がより豊富に存在している銀河核に十分近い領域にあるが、それほど近いと銀河の中心部で一般的に見られる強い放射線と強い重力の影響により、恒星系や惑星の軌道そして生命体の出現はしばしば不安定なものになると考えられている。
それ以降、宇宙生物学者の中にはハビタブルゾーンの概念を二水素や硫酸、二窒素、ホルムアミド、メタンといった水以外の溶媒にも拡張することを提案している者や、他には代わりの生物学を用いて仮想の生命体の存在を支持する者もいる。2013年には、自然に形成された衛星の軌道が乱されるなく、かつ惑星からの潮汐加熱で表面の液体の水が沸騰されない領域を示すハビタブルエッジ（英語: Habitable edge）と呼ばれる惑星のハビタブルゾーンが提案されたことにより、ハビタブルゾーン理論のさらなる発展が行われている。

## ハビタブルゾーンの測定

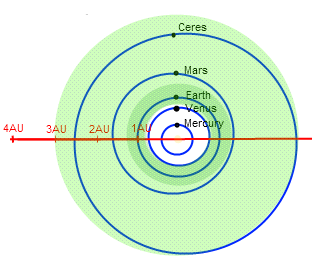
推定される太陽系のハビタブルゾーンの範囲。濃い緑が最も狭い推定値で、薄い緑が逆に最も広い推定値となる。

ある天体がその主星のハビタブルゾーン内に位置しているかどうかは、惑星の軌道半径（衛星の場合は主惑星の軌道）、天体自身の質量、および主星の放射束に依存する。惑星系のハビタブルゾーン内に存在する惑星の質量の値が広い範囲に及んでいることを考えると、地球より厚い大気や強力な磁場を維持することができるスーパー・アースの発見と相まって現在では惑星系のハビタブルゾーンは、地球や金星などの比較的低質量の惑星の表面で液体の水が存在できる領域と、より強い温室効果を持つスーパー・アースの表面上で液体の水が存在するのに適した温度になる「Extended habitable zone」と呼ばれるより広範囲の領域の2つに区別することが出来る。
ハビタブルゾーンの内縁（恒星に最も近いボーダーライン）は、温室効果によって天体表面の水が蒸発してしまう。この水蒸気が毛布の役割を果たしてさらなる温室効果を生じ、天体表面の温度がまるで暴走するように上昇する暴走温室効果の状態になる。さらにこの水蒸気は光解離によって分子そのものが分解し、水素として宇宙空間へと放出される。そのため一般的にハビタブルゾーンの内縁境界の条件は「暴走温室条件」と呼ばれ、暴走温室効果（もしくはそれより少し効果が弱い湿潤温室効果）が発生してしまう惑星からの射出限界と等しい恒星放射を受ける領域とされる。一方でハビタブルゾーン外縁境界の条件は「全球凍結条件」と呼ばれ、惑星が全球凍結にならない最低限の恒星放射を受ける領域と定義されている。

### 太陽系での推定値
太陽系内におけるこれまでハビタブルゾーンの推定値は0.38–10.0 auの範囲に及ぶが、様々な原因によりこの推定値を導き出すのは困難であった。この範囲内もしくはそれに近い軌道を周回している多数の惑星クラスの質量を持つ天体は、温度が水の融点よりも高くなるほどの十分な太陽光を受けている。しかし、それらの天体の大気条件は大きく異なっている。例えば金星は遠日点がハビタブルゾーンの内縁付近に位置しており、表面の大気圧は液体の水を保持するのには十分だが、強い温室効果により表面温度は462 ℃（864 ℉）にまで上昇しており、水は水蒸気でしか存在することができないことにもなるが、上空50 kmの1気圧の地点では75 ℃、55 kmの0.5気圧の地点では27 ℃で水が存在できる温度になっている。月や火星、そして多数の小惑星もまた推定されるハビタブルゾーンの範囲内に位置している。火星の表面上において最も低い高度（表面全体の30%未満）でのみ、水が存在する場合には短期間に渡って液体の状態で存在していられるのに十分な大気圧と温度がある。例えばヘラス盆地では、年間70火星日の間は大気圧が1,115 Paに達し、温度が0 ℃を超えることがある。暖かい火星の斜面において季節的な流体の流れ（Seasonal flows on warm Martian slopes）という形での間接的な証拠があるが、そこに液体の水が存在するという確認はなされていない。ハビタブルゾーン内を公転している彗星を含む、その他の天体の中で準惑星のケレスは唯一惑星クラスの質量を持つ。しかし、質量が小さい事と太陽風による大気の蒸発および喪失を軽減できない事の組み合わせにより、このような天体は表面上に液体の水を維持させることができない。しかし、それにも関わらず、金星や火星、ベスタ、ケレスの表面には過去に液体の水が存在していたことが、研究によって以前考えられていたより強く示唆されている。持続可能な液体の水は複雑な生命体の存在を支えるのに不可欠であると考えられているので、ハビタブルゾーンの推定値のほとんどは、数十億年に渡って表面に液体の水を維持することが可能なほどの表面重力を持っている金星と地球の居住性に及ぼす影響から推定される。
Extended habitable zoneの理論によれば、十分な放射強制力を誘発することができる大気を有する惑星クラスの質量を持つ天体は、太陽から遠く離れたところに液体の水を持つことができる。そのような天体には、大気中に大量の温室効果ガスが含まれている地球よりも質量が大きい岩石惑星（スーパー・アースクラスの質量）も含まれ、最大で100 kbarの表面圧力を持つことができるが、そのような天体は太陽系には存在していない。こうした種類の太陽系外惑星の大気に性質については十分には知られておらず、誘導アルベド（Induced albedo）や反温室効果、もしくは考えられる他の熱源も含んで考慮した大気の正確な温室効果の強さは、ハビタブルゾーン内における天体の位置だけで決定することはできない。
| 内縁距離 （au） | 外縁距離 （au） | 発表者（発表年）              | 注釈 |
| --------------- | --------------- | ----------------------------- | --- |
| 0.725           | 1.24            | Dole（1964）                  | 光学的に薄い大気と固定アルベドを使用して計算された値。金星の遠日点付近に内縁が位置する。 |
|                 | 1.385–1.398     | Budyko（1969）                | 地球が経験するであろう全球規模の凍結の時代を決定するためのアイスアルベドフィードバックモデルの研究に基づいている。この推定は1969年のSellersの研究や1975年のNorthの研究でも支持されている。 |
| 0.88–0.912      |                 | RasoolとDe Bergh（1970）      | 金星の大気の研究に基づいて、RasoolとDe Berghはこの距離が地球上で安定した海が存在できるであろう最も太陽に近い距離であると結論付けている。 |
| 0.95            | 1.01            | Hartら（1979）                | 地球の大気組成と地表温度のコンピューターモデリングとシミュレーションに基づいている。この推定は、その後にしばしば出版物で引用されてきた。 |
|                 | 3.0             | Fogg（1992）                  | 炭素循環を用いてハビタブルゾーンの外縁距離を推定した。 |
| 0.95            | 1.37            | Kastingら（1993）             | 今日使用されている最も一般的なハビタブルゾーンの実用的定義を確立した。二酸化炭素と水が地球にとって重要な温室効果ガスであると仮定し、炭酸塩-ケイ酸塩循環（Carbonate-silicate cycle）によりハビタブルゾーンは広いものになっていると主張している。雲のアルベドによる冷却効果にも注目している。左に記載しているのは控えめな制限を与えた推定で、楽観的な推定に基づくとその範囲は0.84–1.67 auとなる。 |
|                 | 2.0             | Spiegelら（2010）             | 大きい軌道傾斜と離心率を組み合わせると、この距離までなら周期的に液体の水が存在できることが提案された。 |
| 0.75            |                 | Abeら（2011）                 | 地球のような水が多い惑星よりも主星に近く、極付近にのみ水が存在し大部分が陸地を占めている「砂漠惑星（Desert planet）」が存在する可能性を示した。 |
|                 | 10              | PierrehumbertとGaidos（2011） | 原始惑星系円盤から気圧数十から数千 barの水素を蓄積することができる岩石惑星は、太陽から10 auも離れた領域でも居住可能になる可能性を示した。 |
| 0.77–0.87       | 1.02–1.18       | Vladiloら（2013）             | 必要な大気圧の下限を15 mbarとした時、ハビタブルゾーンの内縁はさらに太陽に近く、外縁はさらに遠くなることを示した。 |
| 0.99            | 1.70            | Kopparapuら（2013）           | Kastingら（1993）の推定値を修正したもの。更新された湿潤温室効果と水分損失のアルゴリズムを用いて公式化している。この測定によると、地球はハビタブルゾーンの内縁に位置しており、湿潤温室効果が起きる距離の限界に近いがわずかにその外側に位置する。Kastingら（1993）と同じように、 これは温度が60 ℃に達する「水損失（湿潤温室効果）」の限界であるハビタブルゾーンの内縁に位置し、十分高度が高い領域に対流圏があり、大気が完全に水蒸気で飽和している地球のような惑星に適用される。成層圏が湿ると水蒸気光分解により水素が宇宙空間に放出される。この時点では、雲のフィードバックによる冷却は、さらに強い温暖化の効果により著しくは強くならない。「最大温室効果（Maximum greenhouse）」の限界であるハビタブルゾーンの外縁では、二酸化炭素が支配的な気圧約8 barの大気が最も強い温室効果を生み出し、二酸化炭素がさらに増加しても大気圏外で凍結するのを防ぐために十分な温室効果は発生しないとされている。楽観的な推定では範囲は0.97–1.70 auとなっている。この楽観的な推定では、二酸化炭素の雲による放射温暖化の可能性は考慮されていない。 |
| 0.38            |                 | Zsomら（2013）                | 惑星の大気組成、圧力および相対湿度などの考えられる様々な組み合わせに基づいて推定されている。 |
| 0.95            |                 | Leconteら（2013）             | 3Dモデルを用いて、Leconteらは太陽系のハビタブルゾーンの内縁を0.95 auとした。 |
| 0.95            | 2.4             | RamirezとKaltenegger（2017）  | 火山性水素の大気濃度を50％と仮定したときの古典的な二酸化炭素と水蒸気のハビタブルゾーンの拡大を示した。 |

### 太陽系外での推定値

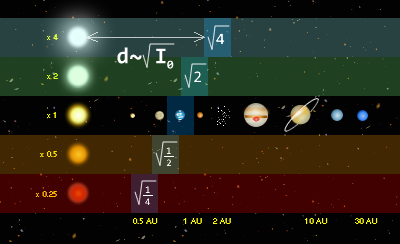
恒星の光度に応じたハビタブルゾーンの位置

天文学者らは、恒星の放射束と逆2乗の法則を用いて太陽系のために考案されたハビタブルゾーンのモデルを他の惑星系でも当てはめている。例えば、太陽系のハビタブルゾーンの中間は太陽から1.34 au離れているところにあるとすると、太陽の0.25倍の光度を持つ恒星の場合、恒星からハビタブルゾーンの中間までの距離は太陽系のハビタブルゾーンの{\displaystyle {\sqrt {0.25}}}倍、すなわち0.5倍となり、恒星からは0.67 au離れていることになる。しかし、恒星自体の個々の特性も含む様々な要素もあるため、ハビタブルゾーンの概念を太陽系外に当てはめることはより複雑なものになる。

### スペクトル分類と恒星系の特性
一部の科学者たちは、惑星系のハビタブルゾーンの概念は実際にはある種の恒星やそのスペクトル分類に限定されるものだと主張している。例えば連星では、三重連星系の場合における固有の軌道安定性の懸念も加えて、単一星の場合とは異なるハビタブルゾーンを持つ。もし太陽系がそのような連星系であった場合、結果として得られる外縁までの距離は2.4 auにまで及んでいたかもしれない。
恒星のスペクトル分類について、ハンガリーの天文学者Zoltán Balogは、強い紫外線を放射しているO型主系列星の周辺では惑星は形成されないことを示している。また、紫外線の放射について調査したAndrea Buccinoらの研究チームは、調査を行った恒星（太陽も含む）のうち40%のみが、ハビタブルゾーンと適度な紫外線を受ける領域とが重なることを発見している。一方で、太陽より小さな恒星には居住性に明らかな障害が見られる。例えば天文学者Michael Hartは、スペクトル分類K0型もしくはそれより明るい主系列星のみがハビタブルゾーンを持てることを提案しており、現在ではこの主張は赤色矮星の周りを公転する惑星における潮汐固定半径の概念に発展している。赤色矮星系はこの半径とハビタブルゾーンが一致し、主星との潮汐力による加熱（潮汐加熱）で引き起こされた火山活動によって、高温で生命の存在に適さない金星のような惑星が形成されてしまう可能性が示唆されている。
他の天文学者の中には、ハビタブルゾーンはより一般的なもので、温度が低い恒星を公転している惑星であっても液体の水は存在できると主張している者もいる。2013年に発表された気候モデリングでは、潮汐固定を起こしている惑星であっても、赤色矮星が惑星を一定の温度に保たせる可能性が示された。天文学教授のEric Agolは、白色矮星の周辺を公転する惑星であっても惑星移動を通じて比較的短期間の間、ハビタブルゾーンを維持できると主張している。また中には、褐色矮星の周りにも準安定的にハビタブルゾーンが同様に存在できると主張している者もいる。また、恒星の進化の過程において前主系列星の段階、特にその恒星が赤色矮星である場合、恒星系の外縁部にハビタブルゾーンが存在する可能性があり、潜在的には約10億年に渡って持続されるとされている。

### 恒星の進化との関係

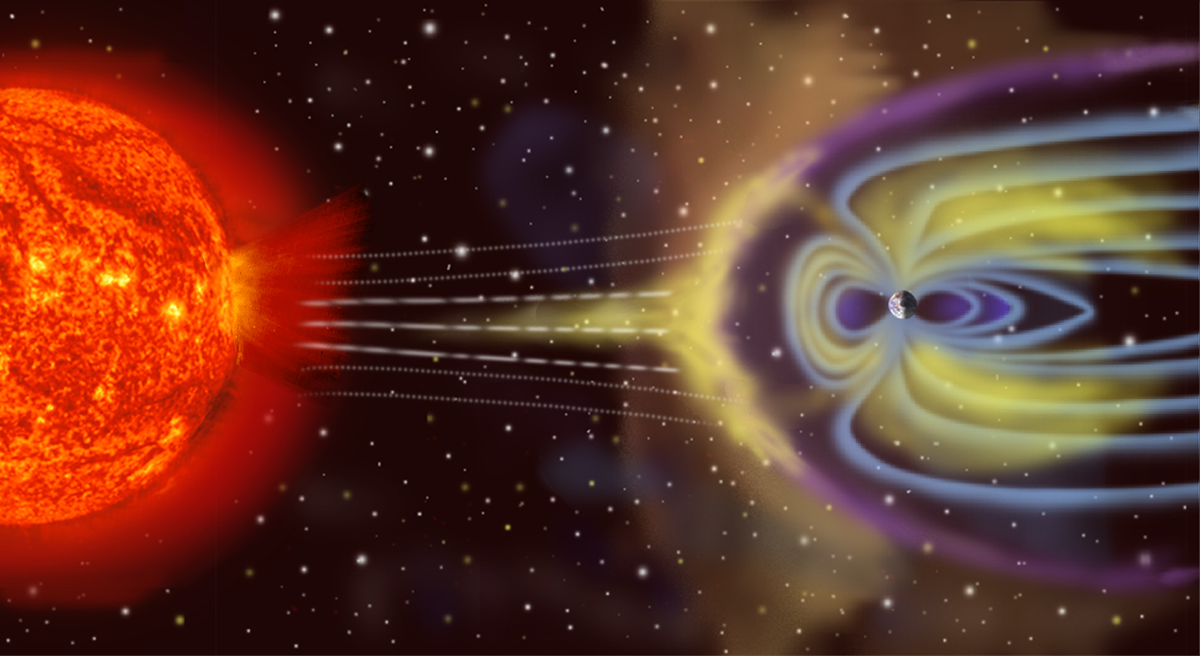
惑星の周囲を取り巻く磁気圏のような宇宙天気を遮断する自然構造が、長期間に渡って表面に液体の水を維持させるのに必要かもしれない。

ハビタブルゾーンは主星の進化に伴って時間を追うごとに変化していく。例えば、1000万年程度しか主系列星の段階を維持しないとされる高温のO型星の場合、生命の進化が追い付かないほど急速に変化するハビタブルゾーンを持つとされている。一方で赤色矮星は、何千億年にも渡って主系列星の段階を維持するため、生命が発達して進化を起こすのに十分な時間がある惑星を持つ事ができる。しかし主星が主系列星の段階にあっても、そのエネルギー放射は時間が経過するごとに増加していき、ハビタブルゾーンを遠方に追いやってしまう。例えば太陽も、太古代の明るさは現在の75%しかなかったとされており、将来的に太陽が赤色巨星に進化する前であっても継続的に増加するエネルギー放射により、地球をハビタブルゾーンの内側に追いやるとされている。この明るさの増加に対処するために「継続的なハビタブルゾーン（Continuously habitable zone）」の概念が導入されている。これは名称の通り、恒星の周辺で絶え間なく居住することができる領域のことを指しており、そこでは惑星クラスの質量を持つ天体は、与えられた期間の間液体の水を維持することができる。一般的なハビタブルゾーンと同様に、「継続的なハビタブルゾーン」も保守的な領域と拡張された領域とに分けることができる。
赤色矮星では、わずか数分で恒星全体の明るさが元の2倍にまで明るくなるほどの大規模なフレアや、表面積の20%を占める巨大な恒星黒点が発生することがあり、ハビタブルゾーン内にある惑星の大気と水が失われてしまう可能性がある。しかし、より大きな恒星と同様に進化の過程においてその性質や放射束エネルギーを変えるので、形成から約12億年が経過するまでは赤色矮星は、その惑星上で生命の発達させるのには十分に一定の状態を保つとされている。
恒星が赤色巨星にまで進化すると、そのハビタブルゾーンの領域は主系列星の段階から劇的に変化する。例えば太陽の場合、赤色巨星に進化すると現在はハビタブルゾーンに位置している地球も太陽に飲み込まれると予想されている。しかしながら、赤色巨星が水平分枝に一旦進化すると、再び恒星全体の均衡が保たれるようになり、太陽の場合だと7–22 au離れた領域が新たなハビタブルゾーンとして維持されるとされている。この段階になると、土星の衛星であるタイタンが現在の地球と似通った温度になるだろう。この均衡状態が約10億年の間続き、なおかつ地球上の生命が太陽系の形成から遅くとも7億年後までに出現しているということを考えると、赤色巨星の周辺のハビタブルゾーン内を公転している惑星クラスの質量を持つ天体であっても生命が発達できる可能性がある。しかし、光合成のような重要な生命過程は大気に二酸化炭素を含む惑星でのみ起こり得るが、そのようなヘリウムを燃焼して均衡を保っている恒星の周囲を公転する惑星ではその多くが恒星に吸収されてしまう。さらに、2016年にRamirezとKalteneggerが示したように、その強い恒星風は惑星の大気を完全に吹き飛ばし、よりそのような惑星を居住不可能にするだろう。したがって、太陽が赤色巨星になった後でさえタイタンは居住可能にならないとされている。ただし、生命の存在が検出されるために恒星進化のこの段階で生命が出現する必要は無い。恒星が赤色巨星になり、ハビタブルゾーンが外側に広がると表面の氷が溶けて、赤色巨星になる前に繁殖していたかもしれない生命の兆候を見出すことができる一時的な大気が形成されるとされている。

### 砂漠惑星
大気条件は惑星の熱を保持する能力に影響を与えるので、ハビタブルゾーンの位置はそれぞれのタイプの惑星にとっても特有なものになっている。含まれる水の量が非常に少ない砂漠惑星（英語: Desert planet、Dry planet）は、大気中の水蒸気も少なくなるので、温室効果が減少する。これは砂漠惑星では、太陽から地球までの距離よりも恒星に近い領域で水のオアシスを維持できることを意味している。水が不足しているということはまた、熱を宇宙空間に反射するための氷が少なくなることを意味しているので、砂漠惑星にとってのハビタブルゾーンの外縁はより遠い位置になる。

### その他の考慮事項

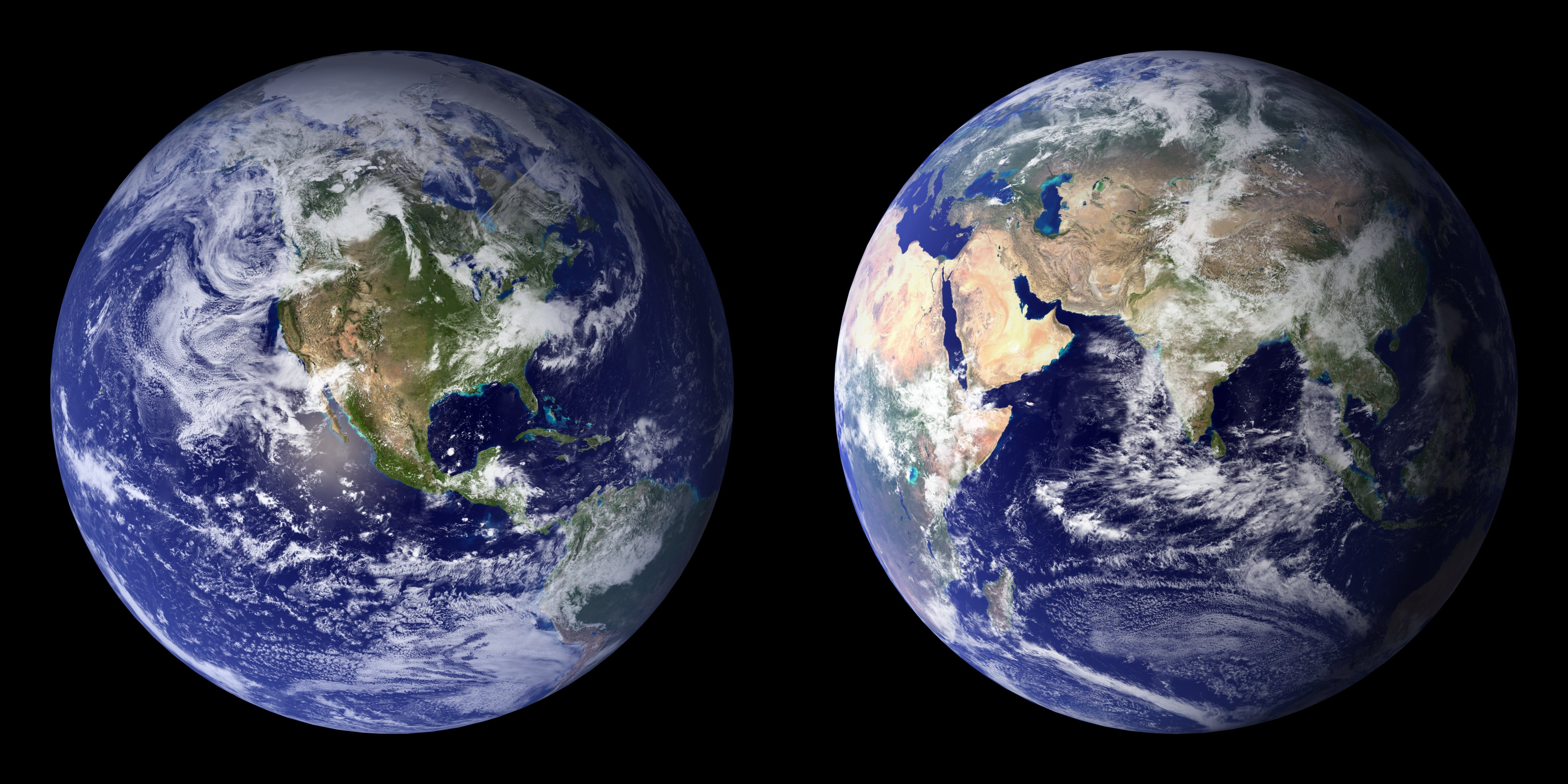
地球の水圏。水は地球の表面の71%を覆っており、そのうち大洋が地球上の水全体の97.3%を占めている。

恒星系の中に水の供給源が無ければ、惑星は炭素を基盤とする生命を形成するための重要な要素である水圏を持つことが出来ない。地球の水の起源はまだ完全には解明されていない。考えられる可能性としては、氷で出来た天体との衝突、ガス放出、石灰化、リソスフェアからの含水鉱物の漏出、光分解による結果などが挙げられる。太陽系外の惑星系では、凍結線より遠い領域から氷でできた天体がハビタブルゾーン内に移動して水深が数百 kmにも及ぶ、GJ 1214 bやケプラー22bのような海洋惑星が形成される可能性がある。
表面に液体の水を維持するには十分に厚い大気も必要となる。地球の大気の起源としては現在、内部からのガス放出や天体衝突によるガスの減少、外部からのガス吸収（Ingassing）によるものと結論付けられている。大気は、生物地球化学的循環および大気放出の緩和に類似したプロセスを通じて維持されると考えられている。イタリアの天文学者Giovanni Vladiloらによる2013年の研究では、惑星の大気圧が大きくなるにつれて恒星周辺のハビタブルゾーンの領域が大きくなることが示された。また、約15 mbar以下の大気圧では、圧力または温度のわずかな変化でも水が液体として存在することが不可能になる可能性があるため、居住性を維持できないことが判明した。
ハビタブルゾーンの範囲の定義は、伝統的に（地球上に存在している）水蒸気と二酸化炭素が最も重要な温室効果ガスと仮定して決定されているが、Ramses RamirezとLisa Kalteneggerによって導かれた研究では、驚異的な水素の火山性ガス放出も水蒸気や二酸化炭素と同じように温室効果ガスに含まれるとすると、ハビタブルゾーンの範囲が非常に広くなることを示された。その場合、太陽系のハビタブルゾーンの外縁は2.4 auにまで遠ざかる。 初期のRay PierrehumbertとEric Gaidosによる研究では、二酸化炭素と水という概念を完全に排除して、若い惑星は原始惑星系円盤から気圧数十から数百 barの水素を蓄積し、十分な温室効果を起こせると主張した。この場合、太陽系のハビタブルゾーンの境界は10 auにまで広がる。しかしこの場合だと、水素は火山活動によって継続的に供給されるわけではないので、数百万から数千万年の間に失われてしまう。
赤色矮星のハビタブルゾーン内を公転する惑星の場合、主星に非常に近い位置にあると潮汐固定が引き起こされ、居住性において重要な要素となる。潮汐固定されている惑星は恒星日が公転周期と同じくらい長くなり、片面を常に主星に向け、もう片面を常にその反対側に向けることになる。過去には、常に主星を向いている面では極端に温度が高くなり、その反対側では極端に温度が低くなると考えられていた。しかし2013年に発表された3次元気候モデルでは、主星に向けている面の広範囲で雲が発生することができ、ボンドアルベドが増加して両側の温度差が大幅に減少することが示された。
惑星ほどの質量を持つ衛星にも居住できる可能性がある。しかし、これらの衛星にはさらに多くのパラメーター条件を満たすことが必要で、特に主惑星が主星のハビタブルゾーン内を公転していることが必要となる。さらに具体的には、このような衛星はイオのような潮汐加熱によって火山で満たされた天体にならないよう、主惑星から十分に離れなければいけないが、外部へ放り出されないように主惑星のヒル半径よりは内側に留まる必要もある。また、太陽の20%以下の質量しか持たない赤色矮星を公転する巨大惑星は居住可能な衛星を持つ事は出来ない。そのような惑星系で衛星が軌道を維持するには、強い潮汐加熱が起きるのに十分なほど主惑星に近い軌道にある必要があり、居住性は見込めなくなる。

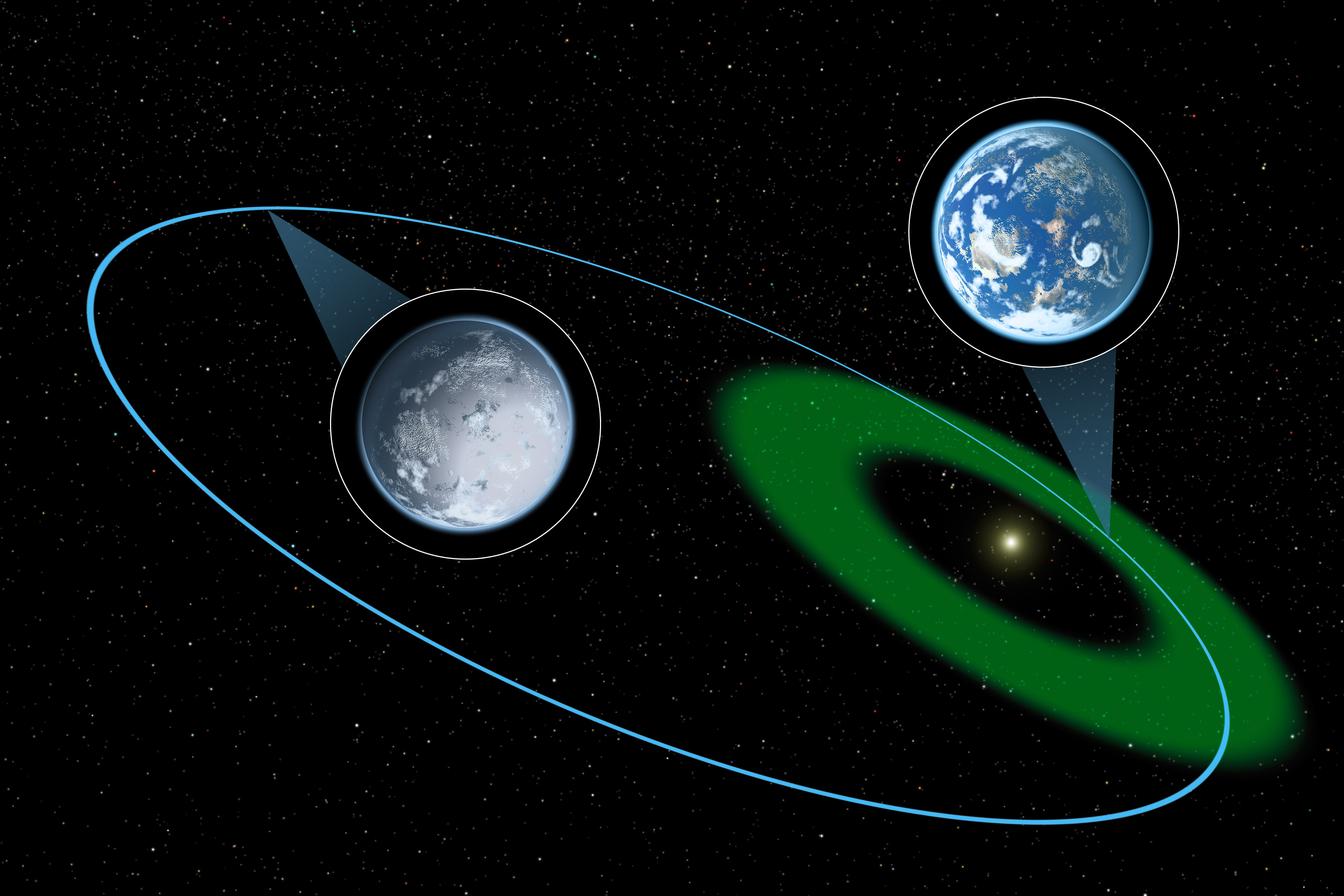
ハビタブルゾーンを通過する楕円軌道を持つ惑星の想像図

高い軌道離心率で恒星を周回する惑星は、公転周期の一部がハビタブルゾーン内を通過し、表面温度と気圧の大きな変動を受ける可能性がある。こうした軌道は、表面上に断続的にしか水が存在し得ない劇的な季節変化をもたらすとされている。しかし、地下はそのような変化から隔離されている可能性があり、表面上もしくは表面近くの極限環境微生物は冬眠（クリプトビオシス）や超好熱菌のような適応能力を通じてこのような過酷な環境でも生き残れる可能性がある。例えば、緩歩動物（クマムシ）は脱水状態でも0.15 K（-273 ℃）から424 K（151 ℃）までの温度下で生き続けることができる。ハビタブルゾーンの外側を公転している惑星の表面上にいる生命は、温度が最も下がる遠点に近づくと冬眠状態になり、温度が最も十分に暖かくなる近点に近づくと活動を行うかもしれない。

## 太陽系外での発見
太陽系外惑星の中では2015年のレビューで、ケプラー62f、ケプラー186f、そしてケプラー442bの3つが潜在的に居住可能な惑星の最有力候補である可能性が高いという結論に達している。これらの惑星はそれぞれ地球から1,200、490、1,120光年離れた位置にある。これらのうちケプラー186fは地球と同程度の規模で、地球の約1.2倍の大きさを持ち、赤色矮星である主星のハビタブルゾーンの外縁付近に位置している。太陽に比較的似ている恒星のハビタブルゾーン内を公転している惑星の中で、最も近傍にある地球型惑星はくじら座τ星eで、地球からは11.9光年離れている。くじら座τ星eはハビタブルゾーンの内縁付近に位置しており、推定表面温度は68 ℃となっている。
ハビタブルゾーン内の地球型惑星の数を推定しようとした研究は、科学的データの有用性を反映する傾向がある。Ravi Kumar Kopparapuによる2013年の研究では、ハビタブルゾーン内に惑星が含まれる確率を示すneの値は0.48とされ、これは銀河系内に約95から180億個の居住可能な惑星があるかもしれないことを意味している。しかし、これはあくまで単なる統計的予測に過ぎず、こうした惑星のうち発見されているのはほんの一部である。
かつて行われていた研究はより保守的なものであった。2011年に、Seth Borensteinは銀河系には生命が居住できる惑星が5億個存在すると結論付けていた。NASAのジェット推進研究所による2011年の研究では、ケプラーミッションによる観測に基づいて、そのような惑星がより多く存在するとされ、スペクトル分類がF型、G型、K型の恒星の「約1.4–2.7%」がハビタブルゾーン内に惑星を持つと推定された。

### 初期の発見
太陽系外のハビタブルゾーンで初めて惑星が発見されたのは、最初の太陽系外惑星が発見されてからわずか数年後であった。しかし、初期に発見されたこれらのような惑星はいずれも巨大なガス惑星であり、そしてその多くは楕円軌道を描いて公転していた。それにも関わらず、研究ではこれらの惑星を公転する地球ほどの規模を持つ衛星なら液体の水が存在が支えられている可能性が示されている。初期の発見の一つとして、「暑すぎる」わけでもなく「寒すぎる」わけでもない温度を持つとされたため、当初「ゴルディロックス」という愛称で呼ばれていたおとめ座70番星bがある。しかし、後の研究で表面温度が金星並みに高くなっている事が示され、液体の水が存在する可能性は排除された。1996年に発見されたはくちょう座16番星Bbは、軌道の一部分だけがハビタブルゾーンを通過する楕円軌道を描いており、このような軌道は極端な季節変化を起こすとされている。しかしながら、シミュレーションではその周囲に十分に大きな衛星があれば、その表面で液体の水の存在が支えられることが示唆されている。
1998年に発見されたグリーゼ876bと2001年に発見されたグリーゼ876cは主星グリーゼ876のハビタブルゾーン内を公転する巨大ガス惑星で、両者ともに大きな衛星を持つかもしれない。また1999年にはアンドロメダ座υ星のハビタブルゾーン内を公転するアンドロメダ座υ星dと呼ばれる別の巨大ガス惑星も発見されている。
2001年4月4日に、その存在が発表されたHD 28185 bは、軌道全体が主星のハビタブルゾーン内に位置している巨大ガス惑星で、火星に匹敵するほどの低い軌道離心率を持っている。HD 28185 bの周囲でそもそも最初から衛星が形成されるかは明らかではないが、潮汐の相互作用により、地球質量ほどの規模を持つ居住可能な衛星を数十億年に渡って軌道上に留めれることが示唆されている。
地球の約17倍の質量を持つ巨大ガス惑星であるHD 69830 dは2006年に発見され、地球から41光年離れた恒星HD 69830のハビタブルゾーン内を公転している。その翌年には、かに座55番星fと呼ばれる惑星がかに座55番星Aのハビタブルゾーン内で発見されている。十分な質量を持つ衛星がこれらの惑星の周囲に存在していれば、その表面で液体の水が存在できると考えられている。
理論的にはこれらのような巨大惑星が衛星を持つことはできるが、現在の観測技術ではそのような衛星を検出することは難しく、存在が疑問視されているケプラー1625bの衛星の事例などを除いて明確に太陽系外衛星が確認されたことは未だ無い。そのため、ハビタブルゾーン内にある固体の表面を持った地球型惑星の発見は大きな関心を集めることになった。

### 居住可能なスーパーアース

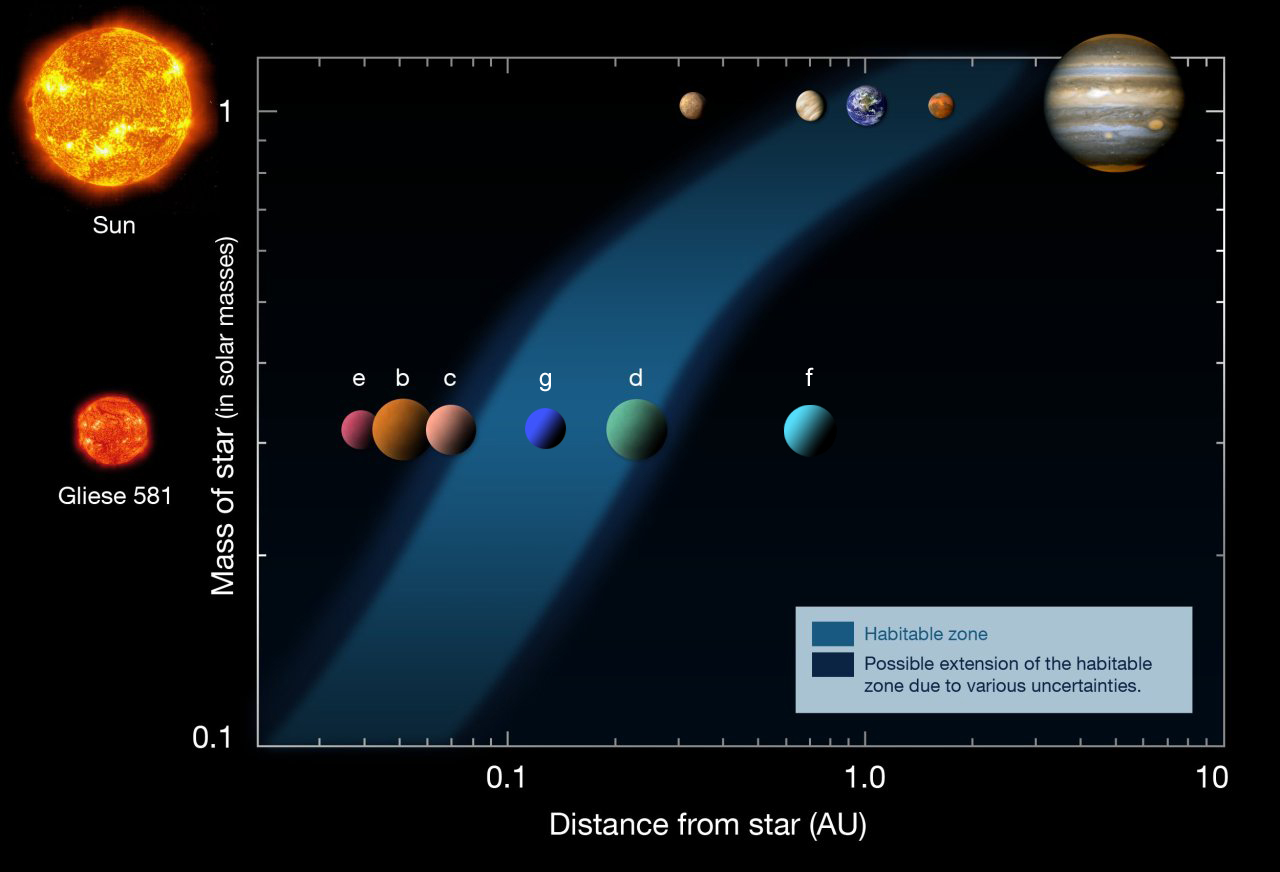
太陽系のハビタブルゾーンとグリーゼ581のハビタブルゾーンの比較

2007年に発見されたグリーゼ581cは、ハビタブルゾーン内を公転する初めて発見されたスーパーアースであった。この発見は科学界で大きな関心を集めたが、後にグリーゼ581cは金星に似た極端な環境になっていることが後に判明した。同じグリーゼ581系内で、より居住性が高いと考えられている別の惑星としてグリーゼ581dが同年に発見されているが、2014年にその存在を疑問視する研究結果も報告されている。2010年にハビタブルゾーン内に発見された、また別の惑星グリーゼ581gはcとdよりも居住性が高いと考えられたが、こちらも存在は疑問視されている。

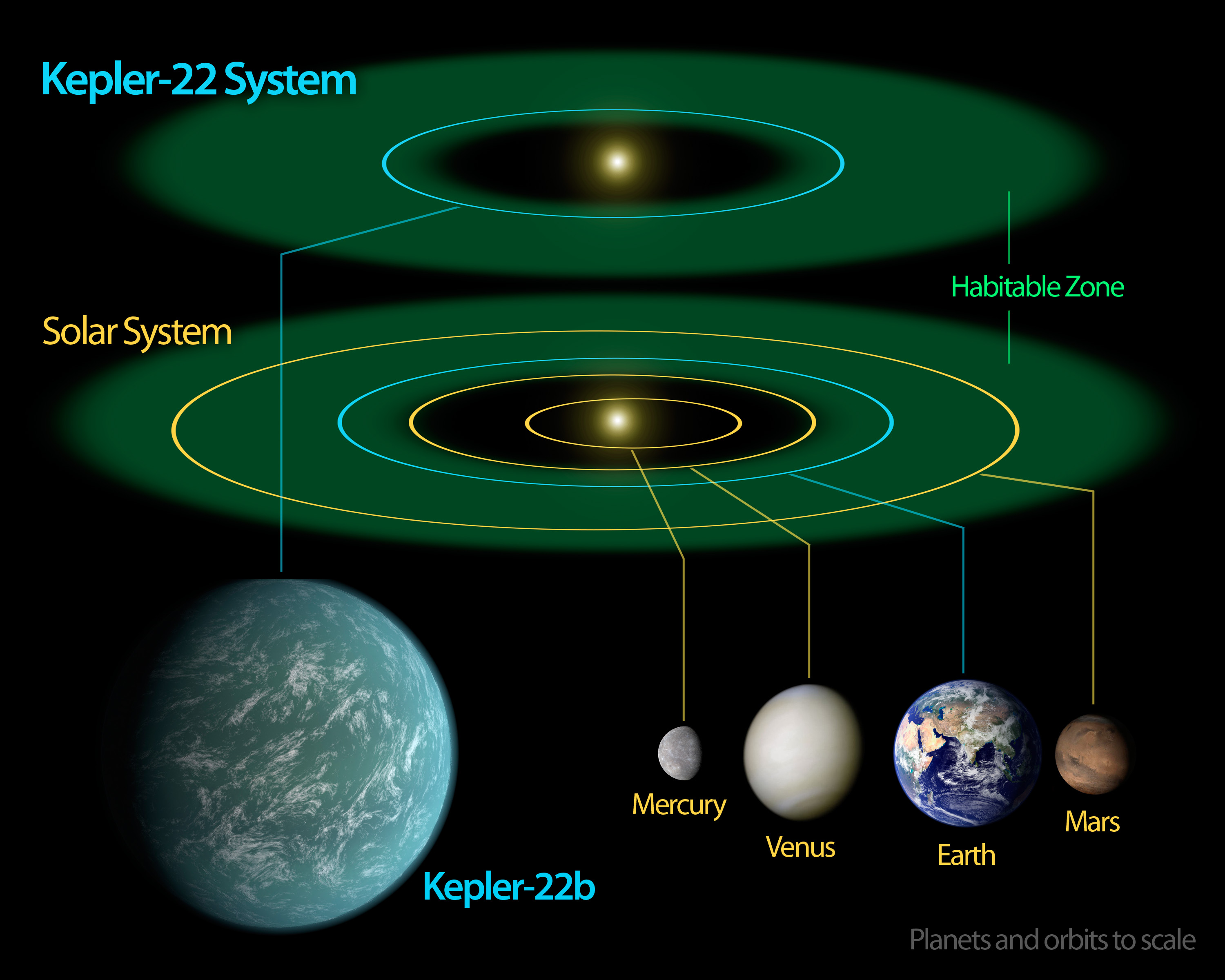
太陽と太陽に似た恒星であるケプラー22のハビタブルゾーンとそれぞれの恒星が持つ惑星の大きさの比較

2011年8月に発見されたHD 85512 bは当初、ハビタブルゾーン内にあると推測されたが、2013年にKopparapuらによって提案されたハビタブルゾーンの新たな基準に基づくと、HD 85512 bはハビタブルゾーンよりも内側を公転していることになる。
2011年12月にケプラー宇宙望遠鏡によって発見された惑星ケプラー22bは、初めて太陽に似た恒星の周囲で発見された、主星の手前を通過する太陽系外惑星であった。大きさは地球の約2倍で、海洋惑星である可能性が示されている。2011年に発見され、その翌年にその存在が発表されたグリーゼ667Ccは、主星グリーゼ667Cのハビタブルゾーン内を公転するスーパーアースである。
2012年9月に、地球から約49光年離れた赤色矮星のグリーゼ163のハビタブルゾーン内を公転しているグリーゼ163cが発見された。グリーゼ163cは少なくとも地球の6.9倍の質量を持ち、大きさは地球の1.8–2.4倍と推定されている。主星から地球よりも約40%多い放射線を受けているので、表面温度は約60 ℃とされている。2012年11月に暫定的に発見された惑星候補HD 40307 gは、主星HD 40307のハビタブルゾーン内を公転している。2012年12月には、約12光年離れている太陽に似た恒星くじら座τ星のハビタブルゾーン内を公転するくじら座τ星eとくじら座τ星fと呼ばれる2つの惑星が発見された。質量は地球よりも大きいが、現在までに知られているハビタブルゾーン内を公転する惑星の中では最も質量が小さい惑星の一つである。しかし、外側を公転しているくじら座τ星fはHD 85512 bと同様に2013年にKopparapuらによって提案されたハビタブルゾーンの基準に基づくと、ハビタブルゾーン内には存在していないことになる。

### 地球に近い大きさの惑星とソーラーアナログ

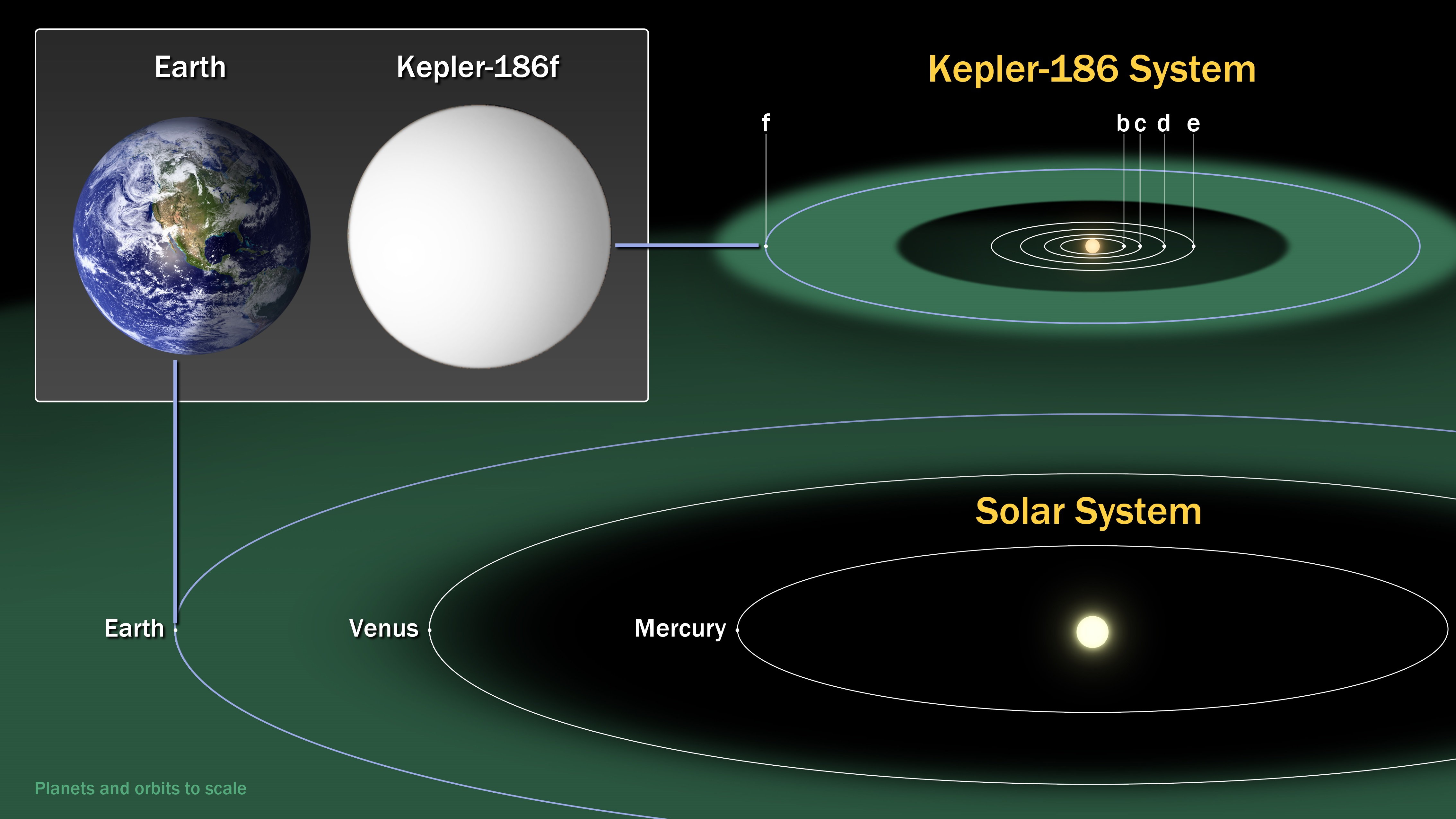
地球程度の大きさを持つ惑星ケプラー186fと地球の大きさ、そしてそれぞれの惑星系のハビタブルゾーンの想像図（2014年4月17日時点）

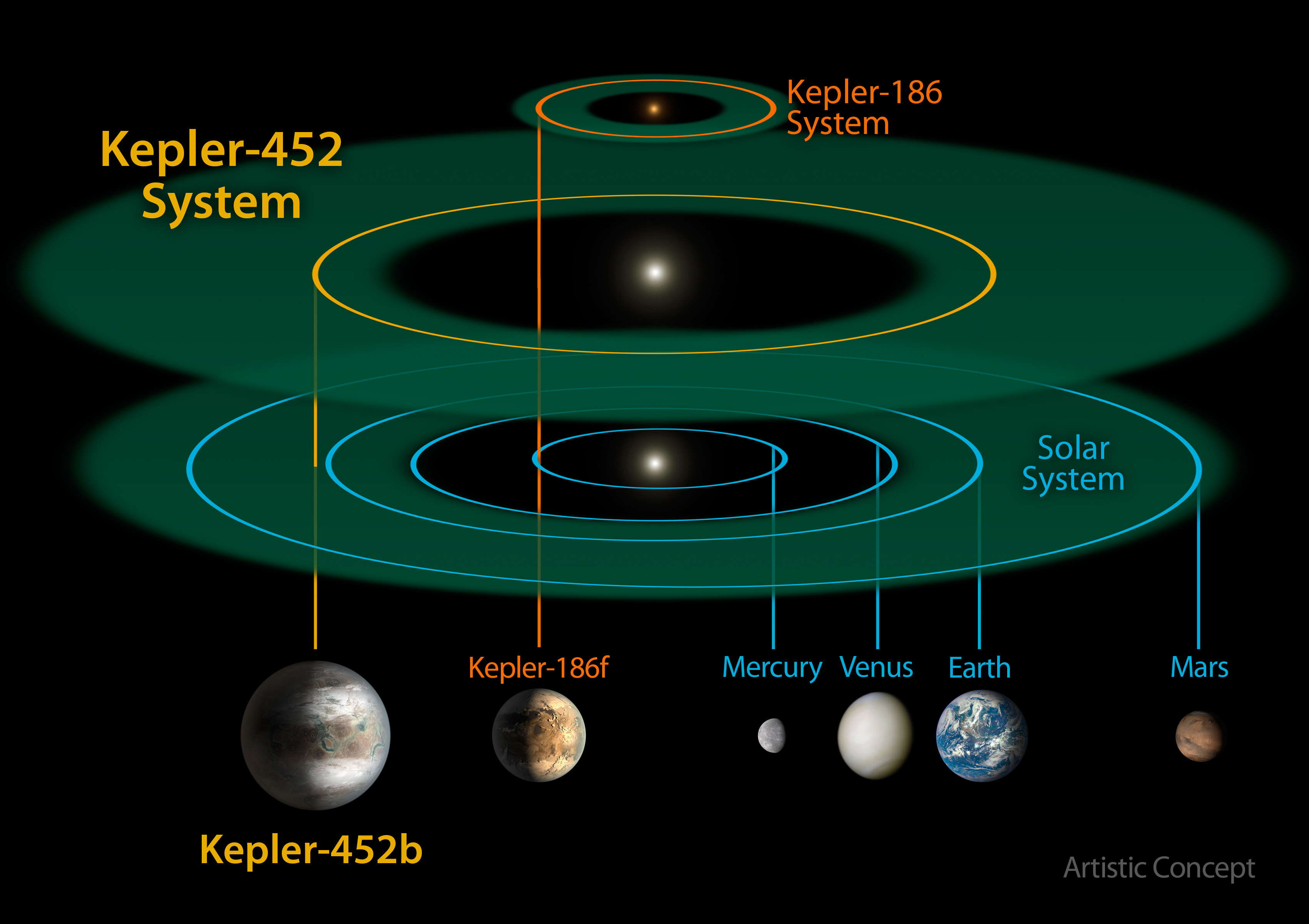
ケプラー186fよりは大きいが、惑星ケプラー452bの軌道とその主星はより地球のものに似ている

最近では、大きさや質量が地球に似ていると考えられている惑星も発見されるようになってきた。「地球規模（Earth-sized）」といえる惑星の範囲は、通常は質量によって定義されている。一般的に1.9地球質量が「スーパーアースクラス」の定義域の下限として用いられることが多く、一方で、地球よりも小さい惑星の分類である「サブアースクラス（sub-Earth class）」は金星質量（0.815地球質量）以下の範囲となる。半径が1.5地球半径を超える場合、中心部のにある岩石質の核より上にある体積の大部分が揮発性の物質になるため、半径が大きくなると惑星の平均密度が急速に小さくなる。これを考慮して地球規模の惑星の上限半径を1.5地球半径とすることもある。とても地球に似ている惑星の分類であるアースアナログ（もしくはアースツイン）に分類されるには、大きさや質量以上に多くの条件を満たす必要がある。しかし、そのような特性を観測することは現在の技術では不可能である。
太陽に似ている恒星はソーラーアナログ（またはソーラーツイン）に分類される。今日までに、太陽と特性が完全に一致する太陽の「双子星」はまだ知られていないが、特性がほとんど一致する太陽の「双子星」と考えられる恒星がいくつか存在している。太陽と同じG2V型のスペクトル分類、5,778 Kの表面温度、一致した金属量を持ち、形成から約46億年が経過しており、光度の変化が0.1%になっている恒星が正確な太陽の「双子星」となる。形成から46億年が経過した恒星は最も安定した状態にある。適切な金属量や大きさもまた、小さな光度変化ことに対して非常に重要なものとなる。
NASAのケプラー宇宙望遠鏡とW・M・ケック天文台によって収集されたデータから、銀河系内に含まれる太陽のような恒星の22%がそのハビタブルゾーン内に地球規模の惑星を持つと推定されている。
2013年1月7日、ケプラーのミッションチームに属する天文学者たちは、太陽に似た恒星ケプラー69を公転する、地球の1.7倍の大きさを持つ地球規模の太陽系外惑星候補ケプラー69c（KOI-172.02）の発見を発表した。この惑星はハビタブルゾーン内にあり、居住に適した環境になっていると予想された。しかし、現在では暴走温室効果により表面は金星のような環境になっていると考えられている。同年4月19日には、ケプラーチームはケプラー62のハビタブルゾーン内を公転する2つの惑星の発見が発表された。これらの惑星はケプラー62eとケプラー62fと呼ばれており、それぞれ地球の1.6倍と1.4倍の大きさを持つ。
2014年4月に発見が発表された地球の1.1倍の大きさを持つ惑星ケプラー186fは、質量が知られておらず、主星もソーラーアナログではないにも関わらず、トランジット法によって発見された最も地球に大きさが近い惑星である。
2014年6月に発見されたカプタインbは12.8光年離れた位置にある赤色矮星カプタイン星のハビタブルゾーン内を公転しており、地球の約4.8倍の質量を持つ岩石惑星で、半径は地球の1.5倍ほどと推定されている。しかし、2015年には存在を疑問視する研究結果も報告されている。
2015年1月6日、NASAはケプラー宇宙望遠鏡によって発見された太陽系外惑星が1,000に達したと発表した。それと同時にハビタブルゾーン内を公転する新たな3つの惑星ケプラー438b・ケプラー440b・ケプラー442bが発表された。そのうちケプラー438bとケプラー442bは地球に近い大きさで、おそらく岩石から構成されている。残るケプラー440bはスーパーアースとされている。同年1月16日に発見が発表された惑星K2-3dは地球の約1.5倍の半径を持ち、主星K2-3のハビタブルゾーン内を公転しており、地球よりも1.4倍多くの可視光放射を受けていることが判明している。
2015年7月23日に発見が発表されたケプラー452bは地球よりも50%大きく、おそらく岩石から成るとされている。G型星（ソーラーアナログ）に分類される恒星ケプラー452のハビタブルゾーン内を385日かけて公転している。主星や軌道要素が地球のものと似ているため、発表において「Earth 2.0」や「地球のいとこ」といった表現が用いられた。
2016年7月、227光年離れた位置にある赤色矮星K2-72の周囲を公転している潜在的に居住可能な2つの惑星が、ケプラーの延長ミッションであるK2ミッションでの観測で発見された。これらの惑星はK2-72dとK2-72eと呼ばれ、両社共に地球とほぼ同じ大きさで、主星から受ける放射量もほぼ同等である。

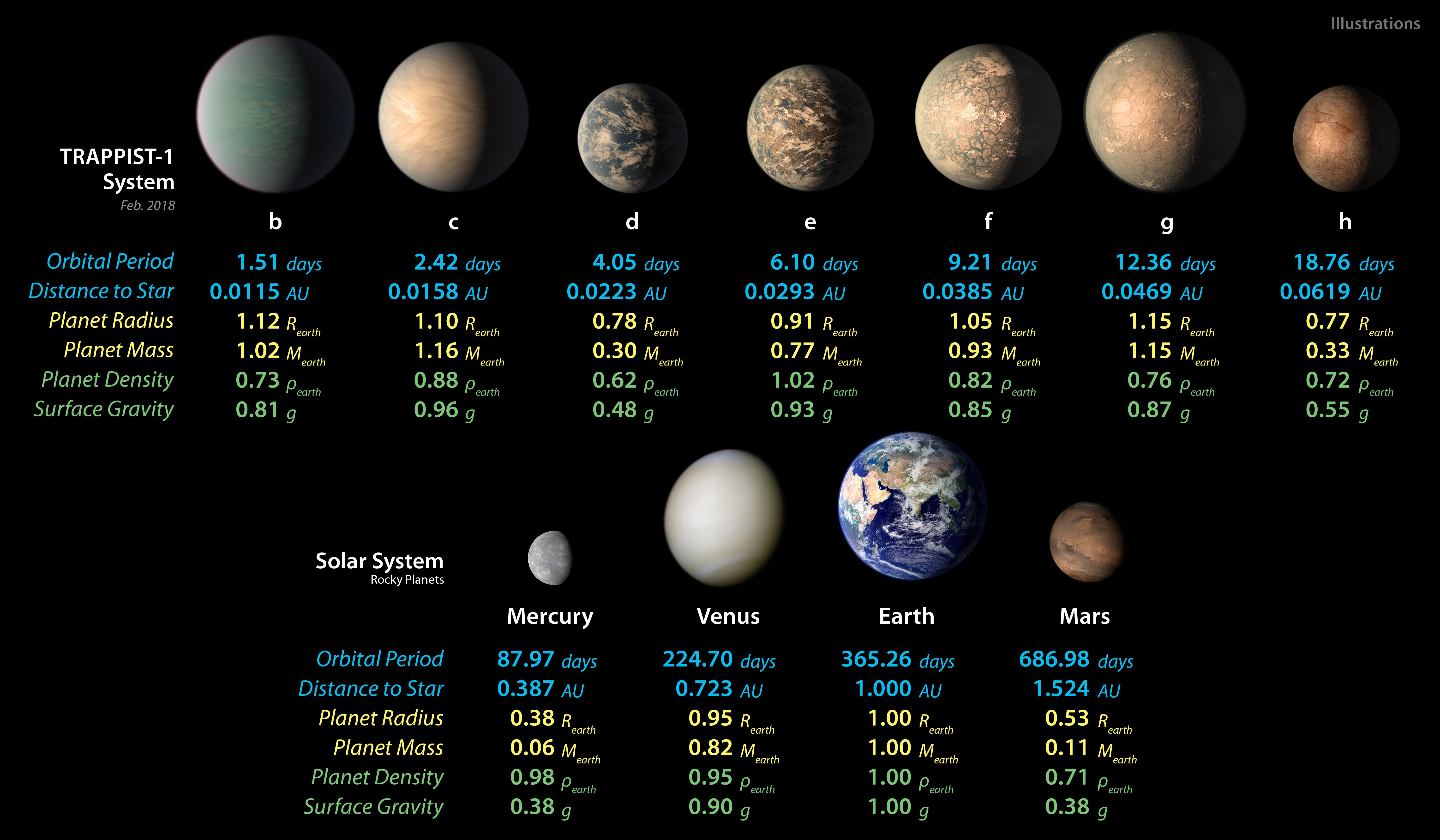
TRAPPIST-1の惑星と太陽系の岩石惑星の比較

2017年2月には、約40光年離れた超低温矮星TRAPPIST-1のハビタブルゾーン内を、すでに2016年5月に存在が発表されていた惑星を含めて複数の惑星が公転していることが判明したと発表された。
2017年4月20日に発見が発表された高密度惑星LHS 1140bは、地球の6.6倍の質量と1.4倍の半径を持ち、主星のLHS 1140は太陽の15%ほどの質量で、大部分の赤色矮星よりもフレアなどの恒星活動が弱い。LHS 1140bはトランジット法とドップラー分光法（視線速度法）の両方によって検出されている数少ない惑星で、大気を観測できる可能性がある。
2017年6月にドップラー分光法で発見された、地球の約3倍の質量を持つ惑星ルイテンbは、12.2光年離れた位置にあるルイテン星のハビタブルゾーン内を公転している。
11光年離れた位置にある、恒星活動が比較的静かな赤色矮星ロス128の10年間に渡る視線速度のデータの調査により、2017年11月に惑星ロス128bが発見された。地球の1.35倍の質量を持ち、地球規模の大きさで岩石で構成されていると考えられている。
2018年3月に発見された惑星K2-155dは、地球の1.64倍の半径を持った岩石惑星と考えられており、203光年離れた赤色矮星のハビタブルゾーン内を公転している。
2019年6月、12.5光年離れた位置にある暗い赤色矮星ティーガーデン星のハビタブルゾーン内に地球とほぼ同等の質量を持つ2つの惑星が発見されたと発表された。
| ケプラーが発見した注目の太陽系外惑星 |
| --- |
| ハビタブルゾーン内で発見された小型の太陽系外惑星 （ケプラー62e・ケプラー62f・ケプラー155c・ケプラー186f・ケプラー235e・ケプラー283c・ケプラー296e・ケプラー296f・ケプラー438b・ケプラー440b・ケプラー442b・ケプラー452b） |

## ハビタブルゾーン外での居住性

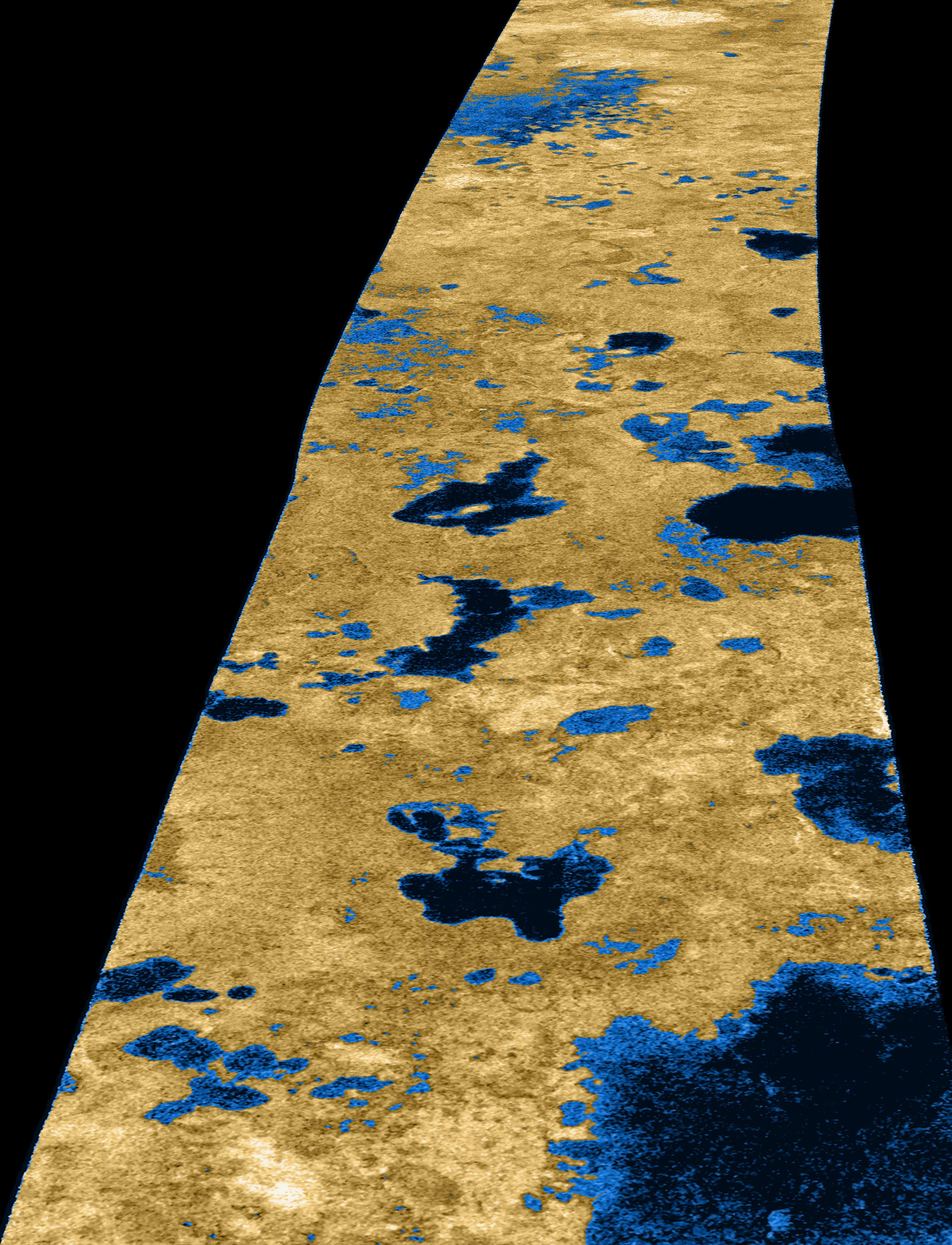
土星の衛星タイタンにある炭化水素の湖の発見は、ハビタブルゾーン理論を支える炭素排外論（Carbon chauvinism）に疑問を投げかけ始めている

液体の水がある環境は、大気圧が無い場合やハビタブルゾーンの領域外でも存在できることがわかっている。例えば、土星の衛星であるタイタンやエンケラドゥス、そして木星の衛星であるエウロパやガニメデは、地下に大量の水をたたえた海を持っているかもしれない。
ハビタブルゾーンの外では、潮汐加熱と放射性崩壊の2つが液体の水の存在に寄与できる可能性のある熱源である。2011年にAbbotとSwitzerhaは、放射性崩壊による加熱と厚い表層の氷による断熱の結果として、地下水が自由浮遊惑星に存在する可能性を提唱した。
地球上の生命体は、実際には安定した地下の生息地から発生したのではないかという理論もあり、これらのような地下の湿った地球外生命体の生息地が「生命で溢れる」ようになるのは一般的なものかもしれない。実際に地球上でも、表面から6 km以上深いところで微生物を発見できる可能性がある。
もう一つ考えられる可能性として、ハビタブルゾーン外の天体に生息する生命体が水を全く必要としない代わりの生化学を用いるかもしれないということが挙げられる。宇宙生物学者のChristopher McKayは、メタン（CH4）が「氷の生物（Cryolife）」の進化を促す溶媒になる可能性があることを示しており、太陽系における「メタンのハビタブルゾーン」は太陽から11 au（約16億1000万 km）離れた領域にある。土星の衛星タイタンはこのメタンのハビタブルゾーン付近に位置しており、炭化水素の湖の存在や大気からメタンの雨が降ることから、タイタンはMcKayが提案した「氷の生物」を発見するのに理想的な環境となっている。さらに、微生物実験ではいくつかの条件下ならハビタブルゾーン外でも生命体が生存可能であることが判明している。

## 複雑な知的生命体にとっての意義
レアアース仮説では複雑で知的な生命体は非常に稀であり、ハビタブルゾーンはそれにおいて重要な要素の一つであると主張している。2004年にWardとBrownleeが出版した書籍によると、ハビタブルゾーンと天体の表面にある液体の水は生命体を維持するための主要な要素だけでなく、多細胞生物の出現と進化に必要な二次的条件を支えるための要素でもあるとされている。居住性をもたらすには、地質学（プレートテクトニクスの維持における液体の水の役割）と生化学（大気の酸素化に必要な光合成を支える放射エネルギーの役割）の両方の二次的要素が必要となる。しかし一方で、2002年にイアン・スチュアートとJack Cohenが記した著書「Evolving the Alien」では知的生命体はハビタブルゾーンの外側でも出現し得ると主張している。ハビタブルゾーン外での知的生命体は代わりの生化学どころか、核反応からでさえ、地下環境で進化する可能性がある。
地球上では、いくつかの複雑な多細胞生物（または真核生物）がハビタブルゾーン外の状態を乗り切れる可能性があることが確認されている。地熱エネルギーは古代の迂回的な生態系を維持し、Riftia pachyptila（シボグリヌム科）のような複雑で大型の生命体の存在を支えている。ハビタブルゾーンの外側にある、エウロパやエンケラドゥスのような固体の地殻の下で加熱された海でも同様の環境になっているかもしれない。真核生物を含む多数の微生物が擬似条件下、および地球低軌道上で研究実験が行われている。例としてオニクマムシは、水の沸点を超えるような極端に高い温度下や冷たい真空の宇宙空間でも耐えることができる。さらに、チズゴケやXanthoria elegans（チャシブゴケ菌綱）といった植物は、表面に液体の水が存在するには不十分なほど薄い大気圧下や、放射エネルギーがほとんどの植物が光合成に必要とする量よりもはるかに少ない環境下でも生存することが判明している。菌類のCryomyces antarcticusやDothideomycetes（共にクロイボタケ綱）もまた、火星のような環境下でも生存して繁殖することができる。
ヒトを含む動物認識を持つことが知られている種は大量のエネルギーを必要とし、大気中に豊富に含まれている酸素と放射エネルギーから合成された多くの化学エネルギーの利用可能性を含む特定の条件下に適応している。人類が他の惑星を植民化するのであれば、ハビタブルゾーン内にある真のアースアナログは地球に最も自然環境が近い生息地をもたらす惑星となる可能性が高い。この概念は1964年のStephen H. Doleによる研究で基礎づけられている。惑星に適切な温度、重力、大気圧、そして水があれば、宇宙服やスペースコロニーの必要性が排除され、地球上の複雑な生命体がその惑星で繁栄する可能性がある。
ハビタブルゾーン内にある惑星は、地球以外の場所で知的生命体を探している研究者にとっては依然として最も重要な関心事となっている。この銀河系内にある知的文明の数を推定するために時々使用されるドレイクの方程式では、各恒星のハビタブルゾーンを公転する惑星質量天体の平均数を示すneという因子が含まれている。この値が低いとレアアース仮説を支持するものになり、知的生命体が宇宙では珍しいものであると仮定される。逆に値が高いとニコラウス・コペルニクスが唱えたコペルニクスの原理（平凡の原理）の根拠を示すものとなる。1971年のフランク・ドレイクとバーナード・オリバーによるNASAの報告では、ヒドロキシ基と水の成分である水素のスペクトルにおける吸収線に基づいた「水の穴（Water hole）」を地球外生命体とのコミュニケーション手段に明白かつ適切なバンドとして提案し、それ以来この提案は地球外知的生命体の探求に関わる天文学者たちによって広く採用されてきた。Jill TarterやMargaret Turnbullなどによれば、ハビタブルゾーン候補は「狭い滝壺」を探すための最優先目標であるとしている。
ハビタブルゾーンは複雑な生命体の生息地として最も可能性が高い領域と考えられているので、アクティブSETI（METI）での取り組みは惑星を持つ可能性が高い惑星系に焦点を当てている。例えば2001年に送信された電波信号ティーンエイジメッセージ（Teen Age Message）と2003年に送信されたコズミックコール2（Cosmic Call 2）は、木星規模の惑星を3つ持ち、ハビタブルゾーン内に地球型惑星を持つ可能性があるおおぐま座47番星系に向かって発信された。ティーンエイジメッセージはハビタブルゾーン内に巨大ガス惑星を持つかに座55番星にも発信された。2008年に送信されたメッセージフロムアース（A Message From Earth）および2009年に送信されたハローフロムアース（Hello From Earth）は、ハビタブルゾーン内にcとd、そして未確認のgの3つの惑星を持つグリーゼ581系に発信された。

## その他のハビタブルゾーン

### 銀河系のハビタブルゾーン (GHZ)

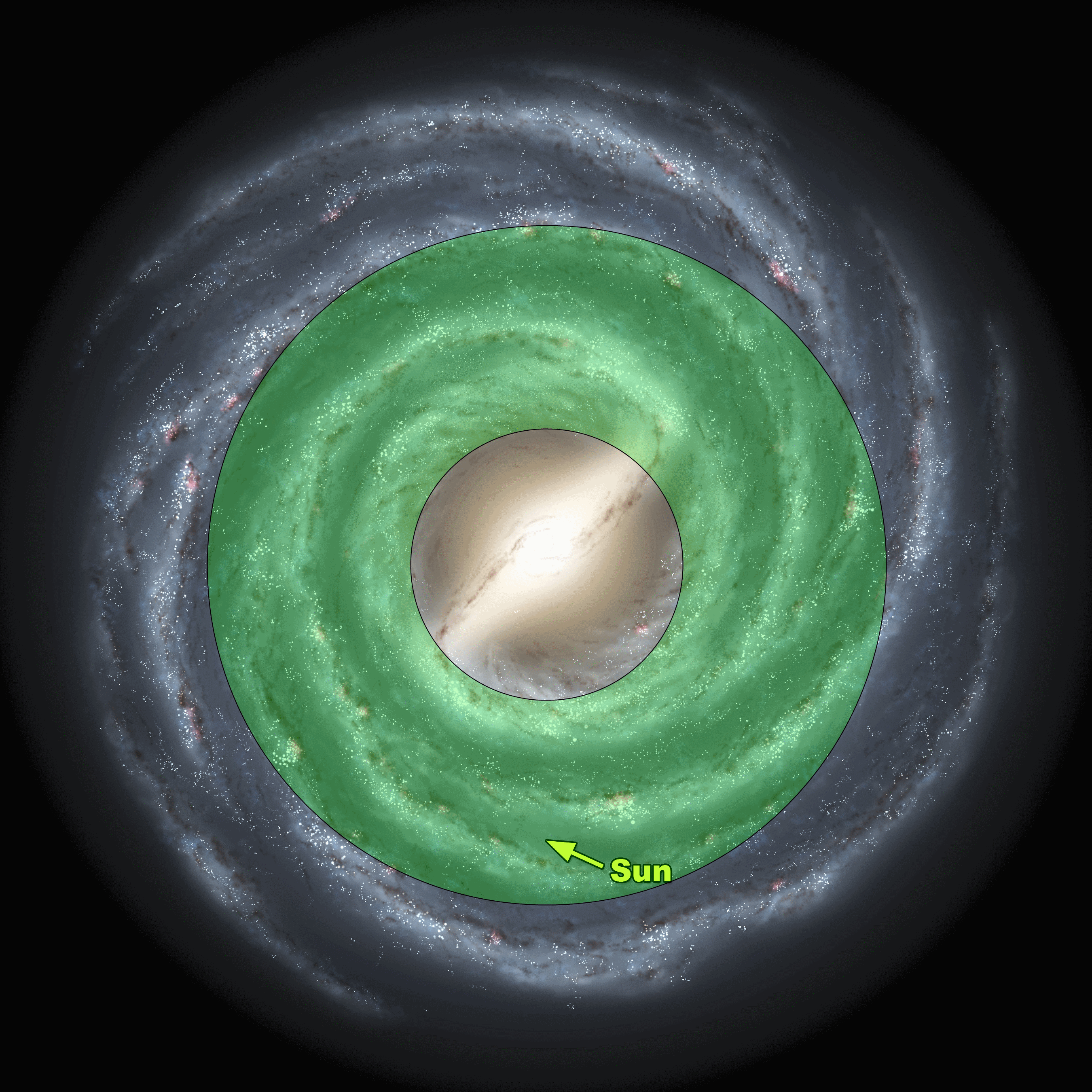
銀河系のハビタブルゾーンは銀河中心から離れた環状領域とされており、概ねこの図の緑色で示した領域が該当するとされている。

銀河の中心から十分に近いと考えられるため地球型惑星が形成されるのに十分な金属量があり、しかし中心から十分遠くでもあると考えられるために中心付近での高い恒星密度による彗星や小惑星の衝突の危険、超新星爆発による放射線、さらに銀河中心のブラックホールの影響などから逃れられると想像することができる。その銀河内の領域を銀河系のハビタブルゾーン（英語: Galactic habitable zone、GHZ）と表現することがある。すなわち、銀河のなかで惑星系のハビタブルゾーンがどこに存在しうるか、それを考慮しようという試みで生まれた概念である。
銀河系におけるハビタブルゾーンは、内縁が銀河核周辺で外縁が中心から10,000パーセク（約32,600光年）離れた環状の範囲で、形成されてから40–80億年が経過した星々を含み、時間が経過するごとにゆっくりと広がっていくとされている。約250万光年離れているアンドロメダ銀河のハビタブルゾーンは銀河中心から3,000–7,000パーセク（9,780–22,820光年）離れた領域の形成から60–70億年が経過した恒星から成るという研究がある。
しかし、銀河系ハビタブルゾーンという言葉は依然として一般的ではなく、想像の域を出ない概念として批判される面がある。天文学者の Nikos Prantzos は2006年のレビューにおいて、銀河系ハビタブルゾーンがあまりにも不確かなパラメータに基づいていると批判した。彼は、現状の知識ではGHZの範囲について意味のある結論を導き出せないとし、銀河系全体で生命が発達可能と見做すことを提案している。GHZの範囲は、銀河系金属量の時間変化や、惑星の存在頻度と金属量の相関関係などの情報に基づいて導出される。これらは観測によって十分に解明されていないので仮定を採り入れざるを得ず、その仮定はGHZの範囲に対して敏感に影響を与えてしまう。例えばPrantzosの試算では、GHZは銀河系全域に拡がり、明確な定義付けはできないという結果になっている。

### ブラックホールのハビタブルゾーン

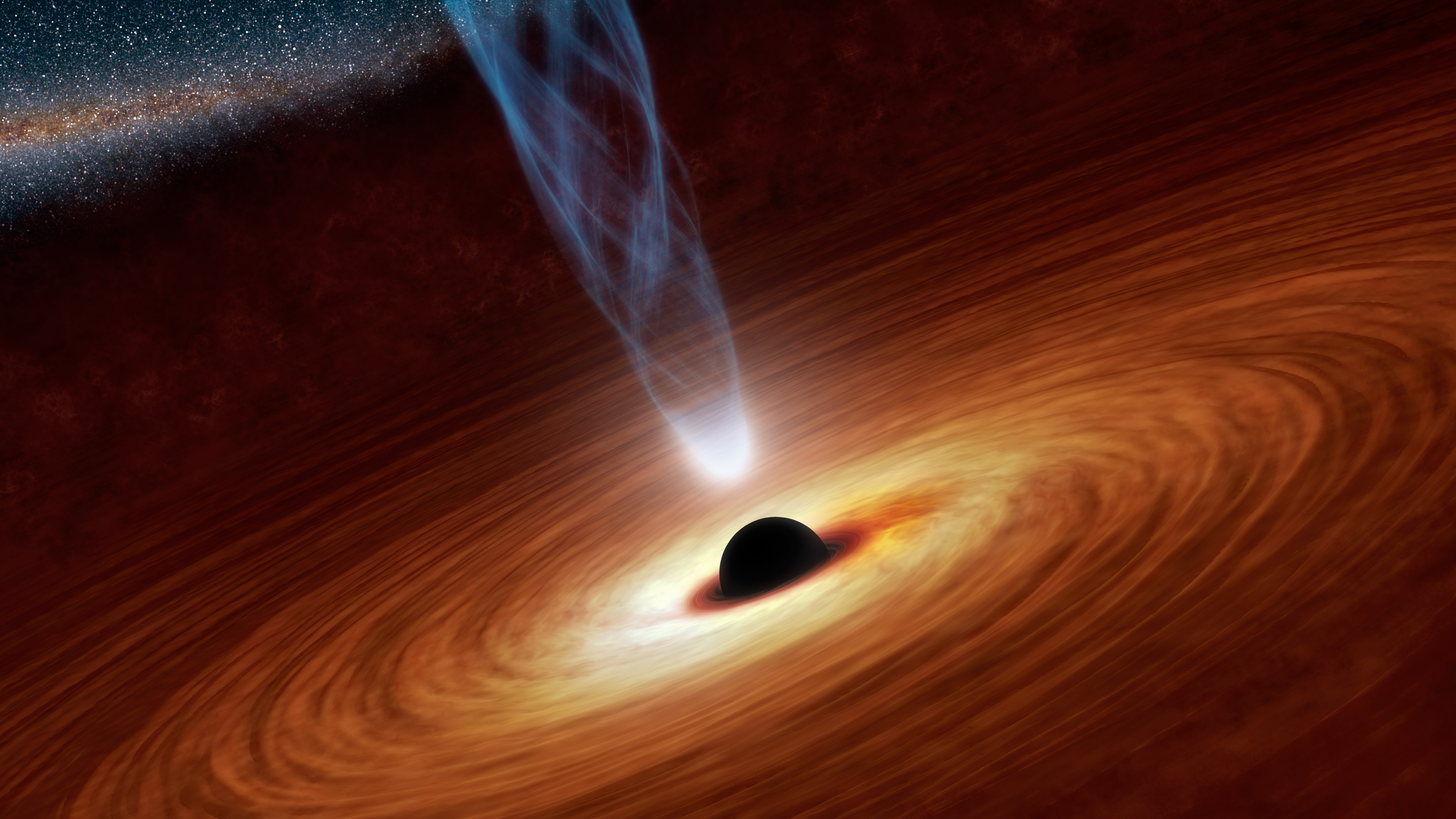
ブラックホールの周囲に形成される降着円盤と放出されるジェットの想像図

銀河系のハビタブルゾーンの概念では、中心に存在する超大質量ブラックホール（いて座A*）により銀河系の中心付近は生命体には適しないとされてきた。しかし、2019年5月にこの超大質量ブラックホールの周りで比較的生命体の存在が維持できる領域、すなわちブラックホールのハビタブルゾーンが存在するという研究結果が、ハーバード大学の研究グループによって発表された。
超大質量ブラックホールの周囲には吸い込んだ物質から成る降着円盤が形成される。この降着円盤は周囲にX線などの強い電磁波を発しており、これまでの研究ではいて座A*クラスの質量を持つ超大質量ブラックホールの場合、ブラックホールから3,200光年以内の範囲にある惑星は放出された電磁波により大気が消失してしまうと考えられていた。しかし、ハーバード大学のグループによる研究によると、実際にこうした超大質量ブラックホールの周りで電磁波の影響が及ぶのは100光年以内になることが判明し、さらにブラックホールの降着円盤から放出された電磁波の量が、惑星の大気を失わせるほど多くなく、逆に生命体が誕生するのに必要な有機物や化合物の反応が進まなくなるほど少なくもない、丁度良いバランスが取れる領域があることが判明し、研究グループはこれがブラックホールのハビタブルゾーンであるとしている。いて座A*の場合、140光年離れた領域がいて座A*のハビタブルゾーンになると推定されている。